# HKm Detva
Pour les articles homonymes, voir HKM.
Le HKm Detva est un club de hockey sur glace de Detva en Slovaquie. Il évolue dans la 1.liga, le second échelon slovaque.

## Historique
Le club est créé en 2007.

## Palmarès
- Aucun titre.